# Mirandola (Olaszország)
Mirandola (emilián nyelven La Miràndla) település Olaszországban, Emilia-Romagna régióban, Modena megyében. Lakosainak száma 24 085 fő (2023. január 1.). Mirandola Cavezzo, Concordia sulla Secchia, Medolla, San Felice sul Panaro, San Giovanni del Dosso, Sermide e Felonica, Bondeno, Finale Emilia, Poggio Rusco és San Possidonio községekkel határos.

## Népesség
A település lakossága az elmúlt években az alábbi módon változott:
| Lakosok száma | 23 661 | 23 650 | 24 085 |
|               | 2017   | 2018   | 2023   |